# Demba Ba
Demba Ba (sinh ngày 25 tháng 5 năm 1985) là một cựu cầu thủ bóng đá người Senegal, chơi ở vị trí tiền đạo.
Ba sinh ra ở Sèvres, Hauts-de-Seine, và là con thứ sáu trong gia đình 7 người. Anh lớn lên ở Saint-Valery-en-Caux, Seine-Maritime.
Anh gia nhập một câu lạc bộ thanh niên trong Montgaillard vào năm 1992, Anh chơi cho Cảng Autonome du Havre giữa năm 1998 và 2000, và sau đó cho Frileuse từ năm 2000 và 2001.
Năm 2001 gia đình chuyển đến Châtillon và Ba chơi cho Montrouge. Anh chơi ở đó cho đến năm 2004, lúc này anh quyết định tập trung vào sự nghiệp bóng đá của mình. Anh đã thử nghiệm với Olympique Lyonnais và sau đó với AJ Auxerre, cả hai đều đã không thành công. Sau đó, ông rời Pháp để tham gia trong các thử nghiệm tại Watford và Barnsley, và được cung cấp một hợp đồng một năm tại Watford. Sau khi Watford quản lý Ray Lewington bị sa thải vào năm 2005, Ba phát hiện ra rằng ông không có trong kế hoạch đội bóng đầu tiên của Aidy Boothroyd, và rời câu lạc bộ tháng 3 năm 2005.
Vào ngày 13 tháng 9 năm 2021, anh giã từ sự nghiệp bóng đá chuyên nghiệp.

## Sự nghiệp câu lạc bộ

### Newcastle United
Ngày 17/6/2011 anh chính thức chuyển từ West Ham tới Newcastle United.

Demba Ba tỏa sáng trong trận đấu với Stoke City ngày 11/1/2011

#### Mùa giải 2011–12
Ngày 17/6/2011, Ba ký một hợp đồng 3 năm với Newcastle United F.C.,ra mắt CLB của mình vào ngày 13/8/2011 trong trận hòa 0-0 với Arsenal.Bàn thắng đầu tiên của anh cho CLB được ghi vào ngày 24/9/2011 với một cú Hat-trick vào lưới Blackburn qua đó giúp Newcastle thắng Blackburn 3-1.Cú Hat-trick thứ hai được ghi ở chiến thắng 3-1 trước Stoke City,nâng thành tích của anh lên 8 bàn thắng và duy trì chuỗi 11 trận bất bại của Newcastle từ khi mùa giải mới bắt đầu,đưa Newcastle lên vị trí thứ 3 ở Premier League.Ba vẫn ghi bàn đều đặn mặc dù phong độ của Newcastle có đi xuống.Ba được chọn vào đội hình tiêu biểu của Premier League 2011-2012 trong nửa mùa giải đầu tiên,và là Cầu thủ xuất sắc nhất tháng 12 của Premier League. Đồng đội của anh ở đội tuyển Sénégal là Papiss Cissé cũng đã ký hợp với Newcastle.
Mặc dù Newcastle có cơn khủng hoảng ở cuối mùa,Ba được các huấn luyện viên Premier League bầu chọn là bản hợp đồng tốt nhất mùa giải 2011-2012 và kết thúc mùa giải với tư cách là cầu thủ ghi nhiều bàn nhất cho Newcastle với 16 bàn thắng.

#### Mùa giải 2012–13
Ba khởi đầu mùa giải một cách mạnh mẽ với chiến thắng 1-0 trước AS Monaco ở Đức vào ngày 16/7/2012.Anh cũng ghi một bàn trong chiến thắng 2-1 của Newcastle trước Braga qua đó giúp Newcastle vô địch Cúp Guadianna.
Ở trận đấu đầu tiên ở Premier League của Newcastle với Tottenham,Ba mở tỉ số với một cú volley cực đẹp,chung cuộc Newcastle thắng 2-1.Ngày 29/9/2013,Anh lập cú đúp trong trận đấu với Reading.
Ngày 4/1/2013,huấn luyện viên của Newcastle là Alan Pardew chính thức xác nhận Ba đã gia nhập Chelsea với mức giá khoảng 7 triệu Bảng Anh.

### Chelsea
4/1/2013 - Sau khi mọi thỏa thuận hoàn thành và kiểm tra y tế thành công, anh chính thức gia nhập câu lạc bộ Chelsea, bản hợp đồng có thời hạn 3.5 năm. Ở Chelsea anh sẽ mặc áo số 29.
Ngày 5/1/2013, anh có trận ra mắt đầu tiên trong màu áo Chelsea, và anh đã có ngay 1 cú đúp giúp Chelsea giành thắng lợi 5-1 trước Southampton tại cúp FA.
Ngày 9/4/2014, anh ghi bàn vào lưới Paris Saint-Germain vào phút 87 giúp cho đội lội ngược dòng thành công để vào bán kết UEFA Champions League. 
Ngày 17/4/2014, anh ghi bàn vào lưới Swansea giúp Chelsea thắng sát nút 1-0 qua đó giúp Chelsea tiếp tục bám sát Liverpool trong cuộc đua giành chức vô địch Premier League.
Ngày 27/4/2014, anh ghi bàn sau cú trượt chân thế kỷ của Gerrard, chấm dứt cơ hội vô địch của Liverpool sau 24 năm chờ đợi.

## Sự nghiệp đội tuyển
Ba đã chơi tổng cộng 17 trận cho Đội tuyển Senegal,ghi 4 bàn thắng.Anh ghi bàn đầu tiên trong màu áo ĐTQG trong trận đấu với Đội tuyển bóng đá quốc gia Sénégal vào tháng 6/2007.

## Thống kê sự nghiệp

### Câu lạc bộ
Tính đến 29 tháng 11 năm 2015.
| Câu lạc bộ           | Câu lạc bộ           | Câu lạc bộ                      | Giải đấu | Giải đấu | Cúp quốc gia      | Cúp quốc gia      | Cúp liên đoàn     | Cúp liên đoàn     | Châu lục | Châu lục | Tổng cộng | Tổng cộng |
| Mùa giải             | Câu lạc bộ           | Giải đấu                        | Trận     | Bàn      | Trận              | Bàn               | Trận              | Bàn               | Trận     | Bàn      | Trận      | Bàn       |
| Pháp                 | Pháp                 | Pháp                            | League   | League   | Coupe de France   | Coupe de France   | Coupe de la Ligue | Coupe de la Ligue | Châu Âu  | Châu Âu  | Tổng cộng | Tổng cộng |
| -------------------- | -------------------- | ------------------------------- | -------- | -------- | ----------------- | ----------------- | ----------------- | ----------------- | -------- | -------- | --------- | --------- |
| 2005–06              | Rouen                | CFA                             | 26       | 22       | 0                 | 0                 | —                 | —                 | —        | —        | 26        | 22        |
| Tổng cộng Pháp       | Tổng cộng Pháp       | Tổng cộng Pháp                  | 26       | 22       | 0                 | 0                 | —                 | —                 | —        | —        | 26        | 22        |
| Bỉ                   | Bỉ                   | Bỉ                              | Giải đấu | Giải đấu | Coupe de Belgique | Coupe de Belgique | League Cup        | League Cup        | Châu Âu  | Châu Âu  | Tổng cộng | Tổng cộng |
| 2006–07              | Mouscron             | Pro League                      | 12       | 8        | 0                 | 0                 | —                 | —                 | —        | —        | 12        | 8         |
| Tổng cộng Bỉ         | Tổng cộng Bỉ         | Tổng cộng Bỉ                    | 12       | 8        | 0                 | 0                 | —                 | —                 | —        | —        | 12        | 8         |
| Đức                  | Đức                  | Đức                             | Giải đấu | Giải đấu | DFB-Pokal         | DFB-Pokal         | Khác              | Khác              | Europe   | Europe   | Tổng cộng | Tổng cộng |
| 2007–08              | 1899 Hoffenheim      | 2. Bundesliga                   | 30       | 12       | 0                 | 0                 | —                 | —                 | —        | —        | 30        | 12        |
| 2008–09              | 1899 Hoffenheim      | Bundesliga                      | 33       | 14       | 2                 | 0                 | —                 | —                 | —        | —        | 35        | 14        |
| 2009–10              | 1899 Hoffenheim      | Bundesliga                      | 17       | 5        | 1                 | 0                 | —                 | —                 | —        | —        | 18        | 5         |
| 2010–11              | 1899 Hoffenheim      | Bundesliga                      | 17       | 6        | 3                 | 3                 | —                 | —                 | —        | —        | 20        | 9         |
| Tổng cộng Đức        | Tổng cộng Đức        | Tổng cộng Đức                   | 97       | 37       | 6                 | 3                 | —                 | —                 | —        | —        | 103       | 40        |
| Anh                  | Anh                  | Anh                             | Giải đấu | Giải đấu | FA Cup            | FA Cup            | League Cup        | League Cup        | Châu Âu  | Châu Âu  | Tổng cộng | Tổng cộng |
| 2010–11              | West Ham United      | Premier League                  | 12       | 7        | 1                 | 0                 | —                 | —                 | —        | —        | 13        | 7         |
| 2011–12              | Newcastle United     | Premier League                  | 34       | 16       | 0                 | 0                 | 2                 | 0                 | —        | —        | 36        | 16        |
| 2012–13              | Newcastle United     | Premier League                  | 20       | 13       | 0                 | 0                 | 0                 | 0                 | 2        | 0        | 22        | 13        |
| 2012–13              | Chelsea              | Premier League                  | 14       | 2        | 6                 | 4                 | 2                 | 0                 | 0        | 0        | 22        | 6         |
| 2013–14              | Chelsea              | Premier League                  | 19       | 5        | 1                 | 0                 | 3                 | 0                 | 6        | 3        | 29        | 8         |
| Tổng cộng Anh        | Tổng cộng Anh        | Tổng cộng Anh                   | 99       | 43       | 8                 | 4                 | 7                 | 0                 | 8        | 3        | 122       | 50        |
| Thổ Nhĩ Kỳ           | Thổ Nhĩ Kỳ           | Thổ Nhĩ Kỳ                      | Giải đấu | Giải đấu | Turkish Cup       | Turkish Cup       | League Cup        | League Cup        | Châu Âu  | Châu Âu  | Tổng cộng | Tổng cộng |
| 2014–15              | Beşiktaş             | Süper Lig                       | 29       | 18       | 3                 | 1                 | —                 | —                 | 12       | 8        | 44        | 27        |
| Tổng cộng Thổ Nhĩ Kỳ | Tổng cộng Thổ Nhĩ Kỳ | Tổng cộng Thổ Nhĩ Kỳ            | 29       | 18       | 3                 | 1                 | —                 | —                 | 12       | 8        | 44        | 27        |
| Trung Quốc           | Trung Quốc           | Trung Quốc                      | Giải đấu | Giải đấu | Chinese FA Cup    | Chinese FA Cup    | Super Cup         | Super Cup         | Châu Á   | Châu Á   | Tổng cộng | Tổng cộng |
| 2015                 | Thân Hoa Thượng Hải  | Giải vô địch bóng đá Trung Quốc | 11       | 6        | 5                 | 6                 | —                 | —                 | —        | —        | 16        | 12        |
| Tổng cộng Trung Quốc | Tổng cộng Trung Quốc | Tổng cộng Trung Quốc            | 11       | 6        | 5                 | 6                 | —                 | —                 | —        | —        | 16        | 12        |
| Tổng cộng sự nghiệp  | Tổng cộng sự nghiệp  | Tổng cộng sự nghiệp             | 274      | 134      | 22                | 14                | 7                 | 0                 | 20       | 11       | 323       | 159       |

### Thi đấu quốc tế
Tính đến 29 tháng 3 năm 2015.
| Đội tuyển quốc gia | Năm       | Trận | Bàn |
| ------------------ | --------- | ---- | --- |
| Sénégal            | 2007      | 5    | 1   |
| Sénégal            | 2008      | 0    | 0   |
| Sénégal            | 2009      | 2    | 0   |
| Sénégal            | 2010      | 2    | 1   |
| Sénégal            | 2011      | 2    | 1   |
| Sénégal            | 2012      | 5    | 1   |
| Sénégal            | 2013      | 1    | 0   |
| Sénégal            | 2014      | 1    | 0   |
| Sénégal            | 2015      | 1    | 0   |
| Tổng cộng          | Tổng cộng | 19   | 4   |

### Bàn thắng cho đội tuyển quốc gia
| #  | Ngày                | Địa điểm                                     | Đối thủ    | Bàn thắng | Kết quả | Giải đấu           |
| -- | ------------------- | -------------------------------------------- | ---------- | --------- | ------- | ------------------ |
| 1. | 2 tháng 6 năm 2007  | Sân vận động CCM Kirumba, Mwanza, Tanzania   | Tanzania   | 1–1       | 1–1     | Vòng loại CAN 2008 |
| 2. | 12 tháng 8 năm 2010 | Sân vận động Léopold Senghor, Dakar, Sénégal | Cabo Verde | 1–1       | 1–1     | Giao hữu           |
| 3. | 26 tháng 3 năm 2011 | Sân vận động Léopold Senghor, Dakar, Sénégal | Cameroon   | 1–0       | 1–0     | Vòng loại CAN 2012 |
| 4. | 12 tháng 1 năm 2012 | Sân vận động Léopold Senghor, Dakar, Sénégal | Sudan      | 1–0       | 1–0     | Giao hữu           |

## Danh hiệu

### Câu lạc bộ

#### Chelsea
- UEFA Europa League: 2012–13

#### Beşiktaş
- Süper Lig: 2016–17

#### İstanbul Başakşehir
- Süper Lig: 2019–20